# Uovo della Transiberiana
L'Uovo della Transiberiana è una delle uova imperiali Fabergé: un uovo di Pasqua gioiello che l'ultimo Zar di Russia, Nicola II donò a sua moglie, la Zarina Aleksandra.
Fu fabbricato nel 1900 a San Pietroburgo nel laboratorio di Michael Perkhin per conto del gioielliere russo Peter Carl Fabergé, della Fabergè.
L'uovo sin dal 1927 si trova presso l'Armeria del Cremlino a Mosca.

## Descrizione
Alto 26 centimetri, è fatto di onice, argento, oro e quarzo, ed è decorato con smalto traslucido verde, blu e arancio; l'interno è rivestito in velluto.
L'uovo è caratterizzato da un'ampia fascia centrale in argento, sulla quale è incisa la scritta "Il percorso della grande ferrovia siberiana nel 1900" ed una mappa della Russia con il tracciato della ferrovia Transiberiana da Mosca a Vladivostok, probabilmente in origine ogni stazione era contrassegnata da una pietra preziosa, è segnata anche la parte del percorso che all'epoca non era ancora stata completata.
Ha un coperchio incernierato, rivestito di smalto verde e decorato con foglie di acanto ed intarsi, sormontato da un'aquila araldica a tre facce, in argento dorato, ad ali spiegate e con una corona sulle teste.
L'uovo è sostenuto da tre grifoni fusi in argento e placcati d'oro, armati di spada e scudo, che poggiano su una base di onice bianco a forma di un triangolo con i lati concavi e gli angoli arrotondati, intarsiata con una treccia d'argento placcata d'oro.

### Sorpresa
L'uovo contiene, suddiviso in tre sezioni, il modellino di un treno a vapore lungo 39,8 centimetri, in oro, platino, diamanti taglio rosetta, rubini, e cristallo di rocca.
La locomotiva a vapore ed il tender sono d'oro e platino, con una lanterna di rubino e i fanali di diamanti, i cinque vagoni sono d'oro con i finestrini di cristallo di rocca e recano le scritte: "posta", "solo per signore", "fumatori", "non-fumatori" e "cappella".
Il treno ha una chiave d'oro con la quale è possibile caricare un meccanismo ad orologeria che lo fa muovere.